# Maplewood Park
Maplewood Park – jednostka osadnicza w Stanach Zjednoczonych, w stanie Ohio, w hrabstwie Trumbull.